# Vitrac-sur-Montane
 Vitrac-sur-Montane  là một xã thuộc tỉnh Corrèze trong vùng Nouvelle-Aquitaine miền trung Pháp.